# Gbéhoué
Gbéhoué è un arrondissement del Benin situato nella città di Grand-Popo (dipartimento di Mono), con 4.984 abitanti (dato 2006).